# 14395 Tommorgan
14395 Tommorgan eller 1990 TN3 är en asteroid i huvudbältet som upptäcktes 15 oktober 1990 av den amerikanske astronomen Eleanor F. Helin vid Palomar-observatoriet. Den är uppkallad efter amerikanen Thomas H. Morgan.
Den tillhör asteroidgruppen Hungaria.